# Elecciones municipales de 2023 en Valencia
Las elecciones municipales de 2023 se celebraron en Valencia el domingo 28 de mayo, de acuerdo con el Real Decreto de convocatoria de elecciones locales en España dispuesto el 3 de abril de 2023 y publicado en el Boletín Oficial del Estado el 4 de abril. Los 33 concejales del pleno del Ayuntamiento de Valencia se eligieron a través de un sistema proporcional (método d'Hondt), con listas cerradas y un umbral electoral del 5 %.

## Candidaturas
| Candidatura | Candidatura                         | Integrantes                                                                                             | Cabeza de lista | Cabeza de lista     | Res. prev. | Res. prev. |
| Candidatura | Candidatura                         | Integrantes                                                                                             | Cabeza de lista | Cabeza de lista     | Votos (%)  | Cjal.      |
| ----------- | ----------------------------------- | --- | --------------- | ------------------- | ---------- | ---------- |
|             | Compromís:Acord per Guanyar         | Lista Més-Compromís (Més) Iniciativa del Poble Valencià (IdPV) Verds Equo del País Valencià (VerdsEquo) |                 | Joan Ribó           | 27,44%     | 10         |
|             | Partido Popular                     | Lista Partido Popular de la Comunidad Valenciana (PP)                                                   |                 | María José Català   | 21,78%     | 8          |
|             | Partido Socialista Obrero Español   | Lista Partido Socialista del País Valenciano (PSPV-PSOE)                                                |                 | Sandra Gómez        | 19,30%     | 7          |
|             | Ciudadanos-Partido de la Ciudadanía | Lista Ciudadanos (Cs)                                                                                   |                 | Fernando Giner      | 17,61 %    | 6          |
|             | Vox                                 | Lista Vox (Vox)                                                                                         |                 | Juan Manuel Badenas | 7,26%      | 2          |

## Resultados
| Candidatura                                                      | Candidatura                                                      | Votos   | %                               | Escaños                         |
| ---------------------------------------------------------------- | ---------------------------------------------------------------- | ------- | ------------------------------- | ------------------------------- |
|                                                                  | Partido Popular (PP)                                             | 151 482 | 36,63                           | 13                              |
|                                                                  | Compromís:Acord per Guanyar (Acord per Guanyar)                  | 99 122  | 23,97                           | 9                               |
|                                                                  | Partido Socialista Obrero Español (PSOE)                         | 78 499  | 18,98                           | 7                               |
|                                                                  | Vox (Vox)                                                        | 52 695  | 12,74                           | 4                               |
| Unides Podem-Esquerra Unida (Podem-EUPV: UNIDAS)                 | Unides Podem-Esquerra Unida (Podem-EUPV: UNIDAS)                 | 9 677   | 2,34                            | 0                               |
| Ciudadanos-Partido de la Ciudadanía (Cs)                         | Ciudadanos-Partido de la Ciudadanía (Cs)                         | 9 588   | 2,32                            | 0                               |
| Partido Animalista Contra el Maltrato Animal (PACMA)             | Partido Animalista Contra el Maltrato Animal (PACMA)             | 3 664   | 0,89                            | 0                               |
| Valencia Unida (VLC)                                             | Valencia Unida (VLC)                                             | 1755    | 0,42                            | 0                               |
| Escaños en Blanco para Dejar Escaños Vacíos (Escaños en Blanco)  | Escaños en Blanco para Dejar Escaños Vacíos (Escaños en Blanco)  | 863     | 0,21                            | 0                               |
| Por un Mundo Más Justo (PUM+J)                                   | Por un Mundo Más Justo (PUM+J)                                   | 540     | 0,13                            | 0                               |
| Valencia Decidix (Decidix)                                       | Valencia Decidix (Decidix)                                       | 497     | 0,12                            | 0                               |
| Partido Comunista de los Pueblos de España (PCPE)                | Partido Comunista de los Pueblos de España (PCPE)                | 446     | 0,11                            | 0                               |
| Esquerra Republicana del País Valencià-Acord Municipal (ERPV-AM) | Esquerra Republicana del País Valencià-Acord Municipal (ERPV-AM) | 363     | 0,09                            | 0                               |
| Actuando Contigo Partido Para la Sociedad (ACPS)                 | Actuando Contigo Partido Para la Sociedad (ACPS)                 | 330     | 0,08                            | 0                               |
| Falange Española de las JONS (FE de las JONS)                    | Falange Española de las JONS (FE de las JONS)                    | 169     | 0,04                            | 0                               |
| Votos en blanco                                                  | Votos en blanco                                                  | 3902    | 0,94                            | n/a                             |
| Votos válidos                                                    | Votos válidos                                                    | 413 592 | 100,00                          | 33                              |
| Votos nulos                                                      | Votos nulos                                                      | 3161    | Participación: \| \| 72,02 % \| | Participación: \| \| 72,02 % \| |
| Votantes                                                         | Votantes                                                         | 416 753 | Participación: \| \| 72,02 % \| | Participación: \| \| 72,02 % \| |
| Electores                                                        | Electores                                                        | 578 668 | Participación: \| \| 72,02 % \| | Participación: \| \| 72,02 % \| |
|                                                                  | 72,02 %                                                          |         |                                 |                                 |

### Resultados por distritos
| N.º   | Distrito         | PP      | PP           | Compromís | Compromís | PSOE-PSPV | PSOE-PSPV | Vox    | Vox  | Podem-EUPV | Podem-EUPV | Cs    | Cs  | Otros | Otros | Votos a cand. | Censo   | Abst. |     |     |        |        |       |
| N.º   | Distrito         | Votos   | %            | Votos     | %         | Votos     | %         | Votos  | %    | Votos      | %          | Votos | %   | Votos | %     | Votos a cand. | Censo   | Abst. |     |     |        |        |       |
| ----- | ---------------- | ------- | ------------ | --------- | --------- | --------- | --------- | ------ | ---- | ---------- | ---------- | ----- | --- | ----- | ----- | ------------- | ------- | ----- | --- | --- | ------ | ------ | ----- |
| N.º   | Distrito         | 1       | Ciutat Vella | 6 195     | 42,8      | 3 560     | 24,6      | 1 719  | 11,9 | 2 095      | 14,5       | 409   | 2,8 | 293   | 2,0   | Votos a cand. | Censo   | Abst. | 220 | 1,5 | 14 491 | 19 283 | 23,7% |
| 2     | L'Eixample       | 12 368  | 50,2         | 4 996     | 20,3      | 2 672     | 10,8      | 3 230  | 13,1 | 435        | 1,8        | 583   | 2,4 | 345   | 1,4   | 24 629        | 32 084  | 20,9% |     |     |        |        |       |
| 3     | Extramurs        | 12 277  | 44,1         | 6 729     | 24,2      | 3 684     | 13,2      | 3 316  | 11,9 | 557        | 2,0        | 734   | 2,6 | 518   | 1,9   | 27 815        | 36 280  | 22,2% |     |     |        |        |       |
| 4     | Campanar         | 7 974   | 38,9         | 4 805     | 23,5      | 3 743     | 18,3      | 2 623  | 12,8 | 397        | 1,9        | 587   | 2,9 | 360   | 1,8   | 20 849        | 27 887  | 25,3% |     |     |        |        |       |
| 5     | La Saïdia        | 8 165   | 34,0         | 6 723     | 28,0      | 4 604     | 19,2      | 2 873  | 12,0 | 657        | 2,7        | 491   | 2,0 | 527   | 2,2   | 24 040        | 34 022  | 28,1% |     |     |        |        |       |
| 6     | El Pla del Real  | 10 143  | 56,0         | 2 567     | 14,2      | 1 775     | 9,8       | 2 540  | 14,0 | 212        | 1,2        | 620   | 3,4 | 247   | 1,4   | 18 104        | 22 661  | 19,1% |     |     |        |        |       |
| 7     | L'Olivereta      | 7 456   | 33,5         | 5 248     | 23,6      | 5 124     | 23,0      | 2 809  | 12,6 | 568        | 2,6        | 522   | 2,3 | 539   | 2,4   | 22 266        | 33 673  | 32,7% |     |     |        |        |       |
| 8     | Patraix          | 11 054  | 33,8         | 8 792     | 26,9      | 6 632     | 20,3      | 3 999  | 12,2 | 763        | 2,3        | 731   | 2,2 | 712   | 2,2   | 32 683        | 44 680  | 25,4% |     |     |        |        |       |
| 9     | Jesús            | 8 200   | 31,4         | 6 688     | 25,6      | 5 898     | 22,6      | 3 562  | 13,6 | 641        | 2,5        | 487   | 1,9 | 653   | 2,5   | 26 129        | 37 640  | 29,3% |     |     |        |        |       |
| 10    | Quatre Carreres  | 13 614  | 36,7         | 8 993     | 24,3      | 6 925     | 18,7      | 5 145  | 13,9 | 823        | 2,2        | 773   | 2,1 | 805   | 2,2   | 37 078        | 54 599  | 31,0% |     |     |        |        |       |
| 11    | Poblats Marítims | 7 342   | 28,6         | 6 520     | 25,4      | 6 548     | 25,5      | 3 232  | 12,6 | 831        | 3,2        | 452   | 1,8 | 717   | 2,8   | 25 642        | 39 559  | 34,0% |     |     |        |        |       |
| 12    | Camins al Grau   | 11 906  | 36,7         | 7 581     | 23,4      | 6 684     | 20,6      | 3 963  | 12,2 | 726        | 2,2        | 886   | 2,7 | 701   | 2,2   | 32 477        | 46 195  | 28,5% |     |     |        |        |       |
| 13    | Algirós          | 7 130   | 35,4         | 5 417     | 26,9      | 4 130     | 20,5      | 2 157  | 10,7 | 465        | 2,3        | 476   | 2,4 | 390   | 1,9   | 20 165        | 27 376  | 25,2% |     |     |        |        |       |
| 14    | Benimaclet       | 5 257   | 33,2         | 4 654     | 29,4      | 2 962     | 18,7      | 1 728  | 10,9 | 575        | 3,6        | 335   | 2,1 | 338   | 2,1   | 15 489        | 21 494  | 24,9% |     |     |        |        |       |
| 15    | Rascanya         | 7 646   | 32,0         | 5 576     | 23,4      | 5 601     | 23,5      | 3 235  | 13,6 | 627        | 2,6        | 616   | 2,6 | 567   | 2,4   | 23 868        | 36 279  | 33,0% |     |     |        |        |       |
| 16    | Benicalap        | 7 182   | 31,9         | 5 478     | 24,3      | 5 368     | 23,8      | 3 014  | 13,4 | 512        | 2,3        | 448   | 2,0 | 528   | 2,3   | 22 530        | 33 894  | 32,2% |     |     |        |        |       |
| 17    | Pobles del Nord  | 1 675   | 43,0         | 914       | 23,5      | 611       | 15,7      | 455    | 11,7 | 70         | 1,8        | 89    | 2,3 | 79    | 2,0   | 3 893         | 5 309   | 25,1% |     |     |        |        |       |
| 18    | Pobles de l'Oest | 2 054   | 29,9         | 1 264     | 18,4      | 2 011     | 29,2      | 1 036  | 15,1 | 229        | 3,3        | 128   | 1,9 | 156   | 2,3   | 6 878         | 10 536  | 33,3% |     |     |        |        |       |
| 19    | Pobles del Sud   | 3 844   | 35,9         | 2 617     | 24,5      | 1 808     | 16,9      | 1 683  | 15,7 | 180        | 1,7        | 337   | 3,2 | 225   | 2,1   | 10 694        | 15 754  | 30,6% |     |     |        |        |       |
| Total | Total            | 151 482 | 37,0         | 99 122    | 24,2      | 78 499    | 19,2      | 52 695 | 12,9 | 9 677      | 2,4        | 9 558 | 2,3 | 8 627 | 2,1   | 409 690       | 579 205 | 28,0% |     |     |        |        |       |

## Concejales electos
Relación de concejales electos:
| N.º | Nombre                         | Lista | Lista     |
| --- | ------------------------------ | ----- | --------- |
| 1   | María José Català Verdet       |       | PP        |
| 2   | Joan Ribó Canut                |       | Compromís |
| 3   | Sandra Gómez López             |       | PSOE      |
| 4   | Juan Carlos Caballero Montañés |       | PP        |
| 5   | Juan Bádenas Carpio            |       | VOX       |
| 6   | María José Ferrer San Segundo  |       | PP        |
| 7   | Papi Robles Galindo            |       | Compromís |
| 8   | Borja Sanjuán Roca             |       | PSOE      |
| 9   | José Mari Olano                |       | PP        |
| 10  | Glòria Tello Company           |       | Compromís |
| 11  | José Luis Moreno Maicas        |       | PP        |
| 12  | José Gosálbez Payá             |       | VOX       |
| 13  | Maite Ibáñez Giménez           |       | PSOE      |
| 14  | Paula María Llobet Vilarrasa   |       | PP        |
| 15  | Pere S. Fuset Tortosa          |       | Compromís |
| 16  | Julia Climent Monzó            |       | PP        |
| 17  | Sergi Campillo Fernández       |       | Compromís |
| 18  | Nuria Llopis Borrego           |       | PSOE      |
| 19  | Santiago Ballester Casabuena   |       | PP        |
| 20  | Mónica Gil Cano                |       | VOX       |
| 21  | Juan Manuel Giner Corell       |       | PP        |
| 22  | Lucía Beamud Villanueva        |       | Compromís |
| 23  | Javier Mateo García            |       | PSOE      |
| 24  | Jesús Carbonell Aguilar        |       | PP        |
| 25  | Giuseppe Grezzi                |       | Compromís |
| 26  | Carlos Luis Mundina Gómez      |       | PP        |
| 27  | Cecilia Herrero Camilleri      |       | VOX       |
| 28  | Elisa Valía Cotanda            |       | PSOE      |
| 29  | Marta Torrado de Castro        |       | PP        |
| 30  | Ferran Puchades Vila           |       | Compromís |
| 31  | Rocío Gil Uncio                |       | PP        |
| 32  | María Pérez Herrero            |       | PSOE      |
| 33  | Eva Coscolla Grau              |       | Compromís |

## Investidura del alcalde
María José Catalá fue proclamada alcaldesa de Valencia en segunda vuelta por ser la líder de la candidatura más votada, ya que ningún candidato consiguió la mayoría absoluta de los votos.